# Distretto di Pafo
Il distretto di Pafo (o distretto di Paphos) è un distretto di Cipro, che ha come capoluogo la città omonima.

## Geografia fisica
Situato nella parte occidentale dell'isola, il distretto è interamente parte della Repubblica di Cipro. La sua costa è frastagliata e caratterizzata da molte insenature. Il territorio può essere diviso tra pianura costiera, area collinare e una zona montagnosa, parte del massiccio del Troodos. Nella zona nord-occidentale del distretto si trova la penisola di Akamas.

## Comuni e comunità
Secondo il documento Statistical Codes of Municipalities, Communities and Quarters of Cyprus prodotto dallo Statistical Service of Cyprus (2015), il distretto di Pafo ha 4 comuni e 121 comunità. I comuni sono in grassetto.
- Acheleia
- Agia Marinouda
- Agia Varvara
- Agios Dimitrianos
- Agios Georgios
- Agios Ioannis
- Agios Isidoros
- Agios Nikolaos
- Akoursos
- Amargeti
- Anadiou
- Anarita
- Androlykou
- Argaka
- Arminou
- Armou
- Asprogia
- Axylou
- Agia Marina Chrysochous
- Agia Marina Kelokedharon
- Chloraka
- Choletria
- Choli
- Choulou
- Chrysochou
- Dhrousha
- Drymou
- Eledio
- Empa
- Episkopi
- Evretou
- Faleia
- Fasli
- Fasoula
- Foinikas
- Fyti
- Galataria
- Geroskipou
- Gialia
- Giolou
- Goudi
- Inia
- Istinjon
- Kallepia
- Kannaviou
- Karamoullides
- Kathikas
- Kato Akourdhalia
- Kato Arodes
- Kedares
- Kelokedara
- Kidasi
- Kilinia
- Kinousa
- Kissonerga
- Koili
- Konia
- Kouklia
- Kourtaka
- Kritou Marottou
- Kritou Terra
- Lapithiou
- Lasa
- Lemona
- Lempa
- Letymvou
- Livadi
- Loukrounou
- Lysos
- Makounta
- Mamonia
- Mamountali
- Mandria
- Marathounta
- Maronas
- Meladeia
- Melandra
- Mesa Chorio
- Mesana
- Mesogi
- Milia
- Miliou
- Mousere
- Nata
- Nea Dimmata
- Neo Chorio
- Nikokleia
- Pano Akourdaleia
- Pano Archimandrita
- Pano Arodes
- Pano Panagia
- Pafo
- Peyia
- Pelathousa
- Pentalia
- Peristerona
- Philousa Kelokedharon
- Philousa Khrysokhous
- Pitargou
- Polemi
- Polis Chrysochous
- Pomos
- Praitori
- Prastio
- Psathi
- Salamiou
- Sarama
- Simou
- Skoulli
- Souskiou
- Statos–Agios Fotios
- Stavrokonnou
- Steni
- Stroumpi
- Tala
- Terra
- Theletra
- Thrinia
- Timi
- Trachypedoula
- Tremithousa
- Trimithousa
- Tsada
- Vretsia
- Zacharia